# Walckenaeria fusca
Walckenaeria fusca là một loài nhện trong họ Linyphiidae.
Loài này thuộc chi Walckenaeria. Walckenaeria fusca được miêu tả năm 1935 bởi Rosca.